# ニュータウン
ニュータウン（英語: new town）は新しい街、特に都市の過密化への対策として郊外に新たに建設された新しい市街地。
世界中のさまざまな都市にさまざまな形態のニュータウンがある。
日本については、日本のニュータウンを参照。「非都市化地域に計画的に建設される都市」全般については、計画都市、計画都市の一覧を参照。

## オセアニア

### オーストラリア
シドニーでは、オリンピック会場であったホームブッシュベイ（英語版）がニュータウンとして整備されている。2002年に2030年を目標としたマスタープランが策定されており、1.6万人の居住を目標とし、「オリンピックからひとつのまちづくり」をコンセプトとした1,400億円規模の事業計画である。
首都キャンベラ自体も計画都市であるが、建設から1950年代にかけて多くの公務員が移動して郊外が拡大し、1962年にキャンベラ初の衛星都市であるウォウデンの建設が開始されている。
一方、メルボルン郊外には現在中国人やインド人が多く住むニュータウンが形成されてきているという。
またブリスベン中心地から北に約13キロほど離れたフィッツギボン（英語版）北部にクイーンズランド州政府を主体としてニュータウンの開発が開始されている。全部で20段階の開発計画であり、面積としては122ヘクタール、最終的には1350戸が建つという大型ニュータウン計画である。

### ニュージーランド
オークランド近郊では、北のノースウッド（Northwood）がショッピングセンターが隣接する大きな新興地エリアで、高級住宅街や新興住宅地の多いノースショア（North Shore）、自然も多いが新興地としても人気のワイタケレ（Waitakere）、国際空港もありつつ新興住宅地として開発されているマヌカウ（Manukau）などがある。
オークランドの南の郊外には、新興ニュータウンであるポケノ（Pokeno）がある。元は牧草地であったがみるみるうちに住宅が建設され、一つの街となった。土地造成を行い、さらに次の山の切り開きも進んでおり、住宅開発が進んでいる様子である。ポケノよりオークランド寄りには、プケコ（Pukekohe）新興住宅地が開発されており、西洋文化が漂うモダンな街へと変貌をとげている。
クライストチャーチ近郊では、ウィグラム（Wigram）は空軍空港跡地周辺に開発されたエリアで地盤がしっかりしているため、大地震の震災後に急発展している。また、西側にはローレストン（Rolleston）という新興エリアもある。

### 北マリアナ
グアムには現在一番新しい開発地であるパラダイス・エステート（Paradise Estates）なるニュータウンがある。

## 北アメリカ

### カナダ
開発業者であるカルマ開発（英語版）は、アルバータ州カルガリーを中心に多数のニュータウン開発を行っている。また、オンタリオ州コーバーグにあるニュー・アマースト（New Amherst）は、ニューアーバニズム理論で開発されたニュータウンである。
この他、トロント郊外ドン・ミルズ（英語版）、バンクーバー近郊フレイザー、サレー、バーナビー（高層住居専用地域をもつ）、ウィニペグ近郊ワイルドウッド・パーク（英語版）、ハリファクス近郊サクヴィル（Sackville）などがある。
現在トロントはダウンタウンの北が地下鉄の整備に伴い多くの人が住むニュータウンと化し、特に北部のノースヨークは第二次世界大戦後に開発されたエリアであるが、北米で最大の交通量があるオンタリオ・ハイウェイ401号線とコンドミニアムやオフィスビルなどの高層建築が象徴的なニュータウンとなっている。
カナダは1950年代に人口を大増加させ、さらに第二次世界大戦後から1960年代後半までに生まれた子供たちが1980年代に家族を持ち始め、人口を増加させていった経緯がある。

### アメリカ合衆国[3]
カリフォルニア州ロサンゼルスはニュータウンが多い地域であり、その例として南カリフォルニアきっての高級住宅地と化しているサウスベイ（英語版）、ガーデナ、ロングビーチのベルモント・ショア（英語版）、マンハッタンビーチ、パロス・パーデス・エステーツ（英語版）、ランチョパロスベルデス、レドンドビーチ、ローリングヒルズ（英語版）とローリングヒルズ・エステーツ（英語版）、サン・ペドロ、トーランスなどがある。また、この他にウエストサイド（英語版）でも、ビバリーヒルズ、ブレントウッド（英語版）、センチュリーシティ（英語版）、ハリウッド、パーク・ラ・ブレア（英語版）、マリナ・デル・レイ、プラヤ・ビスタ（英語版）、サンタモニカ、ウェスト・ハリウッド、ウエストLA（英語版）、ウエストウッド（英語版）などがあり、ダウンタウン東側にはアーケイディア、グレンデール、モントレー・パーク、パサデナ、サン・マリノなどがある。
同じくカリフォルニア州にあるオレンジ郡ではコスタメサ、ファウンテンバレー、フラートン、ハンティントンビーチ、アーバインと北側のタスティンやラデラ・ランチ（英語版）、ウッドブリッジ・ビレッジ（Woodbridge Village）、レイクフォレスト、ミッション・ビエホ、ニューポートビーチのブラフス（Bluffs）、ランチョ・サンタ・マルガリータなどがある。
アメリカではニュータウンの幾つかはエッジシティ（エッジシティの一覧も参照）や、ブーンバーブと化したものもある。
イギリスにおいて19世紀に発祥したモデル・カンパニー・タウン（モデル工業ビレッジ）としてのニュータウンは、アメリカにも存在する。実業家で社会主義者のロバート・オウエンは1825年、理想社会の試みを自ら実現するため、家族や多数の信奉者とともに新天地インディアナ州に移住し、全財産をなげうって自給自足の共同生活村ニュー・ハーモニーを生み出した。現在でいうコーポラティブハウスともいえる試みであったが、この試みは内部分裂と経済的な行き詰まりなどから数年後に挫折し、オーウェンは失意のうちに帰国することとなる。（詳細はロバート・オウエン#ニュー・ハーモニー建設を参照）
世界恐慌を経た1930年代にはFSAプロジェクトなどレックスフォード・ガイ・タグウェル（Rexford Guy Tugwell, 1891-1979）率いるフランクリン・ルーズベルトのブレーン・トラストのメンバーらに、住居対策が行われていた。タグウェルは農業経済学者であり、ブレーントラストのグリーンベルト・タウン計画に責任者として携わっており、メリーランド州のグリーンベルトなどを生み出す。

### ベリーズ
首都ベルモパン自体がベリーズシティに代わって開発された計画都市であるが、ベリーズでは中央アメリカとカリブ海で最大のニューアーバニズムプロジェクトの一つになるニュータウン、オーキッドベイがある。リゾート地で、スペイン植民地時代の建築要素とベリーズの風味とマッチするデザインに統合している。

## 南アメリカ

### アルゼンチン
シウダー・ハルディン・ロマス・デル・パロマールはエーリッヒ・ツァイエンによって考案され1944年に発足したニュータウンで、大ブエノスアイレス・トレスデフェブレロのパルチドの一部であり、エルパロマーの街に隣接している。

## アフリカ

### エジプト
首都カイロ自体がもともと計画都市であるが、カイロ郊外の開発はヘリオポリスが1894年に東部郊外の砂漠にニュータウンとして建設された。アレクサンドル・マルセルはベルギーの実業家、アンパン男爵が開発していたヘリオポリスの建設事業に協力したことで知られる。
19世紀後半からナイル川東岸低湿地開発とパリの都市計画に倣った新市街を旧市街の西側建設から、イズベキーヤ湖以西のエリアが開発。人口は急速に増大し都市圏の人口も1907年の95万人が1936年に160万人、1952年には290万人、1988年には1,200万人に達している。
こうして続々とカイロ郊外にニュータウンが建設されることとなる。
大カイロ都市圏、カイロ県と周辺のギーザ県およびカリュービーヤ県など、郊外に位置する10th of Ramadan. ニュータウンから構成されている地域内では現在も8つのニュータウンの開発が進められている。
10月6日市（Madīnat as-Sādis min Uktōbar, マディーナト・アッ＝サーディス・ミン・ウクトゥーバル) は首都カイロの衛星都市で1979年より開発が始まったばかりのニュータウンで、ハイテクビジネス地区として2000年に大統領令第355号によって設立され2001年に開始されたスマートビレッジ (Smart_Village,_Egypt) や、学園町のカルチャー＆サイエンスシティ (Culture_&_Science_City) も1キャンパス抱える。2007年からオラスコム開発によって手頃な価格の住宅プロジェクトのハラムシティ (Haram_City) が実施されている。

### モロッコ
タメスナ (Tamesna) は、ラバト、テマラ、スキラト、アインアウダの間にできた新しい都市。アイデアが2004年7月に公式に採用を受けた。目的は増大都市化するラバトを解放することである。

### アルジェリア
1980年に、コンスタンティーヌは1,500ヘクタール45万人収容で過密したサイト窮屈都市と位置づけ、大統領令でアリ・Mendjeliニュータウン(La Nouvelle Ville Ali Mendjeli)という名前の新しい都市が、2000年8月に建設開始。密度はヘクタールあたり333人を超えている。この時点では主要な関心事は、世紀末にほぼ万人にサービスを提供するという方法である。拡大しないと人々は他の場所で暮らさなければならないということで250人以上の住民を収容する住宅プログラムを吸収するためのユニークで重要なニュータウンを生み出す。
ブイナン新都市は、アルジェリアが推進している新都市開発計画の一部で、行政・レジャー・生態科学技術団地と位置づけられている。新都市は、首都アルジェから南に30キロ離れたブイナン地域に建設するもので、約595万平方メートルの敷地に1万世帯、約8万人規模のニュータウンを造成する。当初の開発規模は330万平方メートルだったが、開発を韓国に依頼したのを契機に規模を拡大。韓国の建設会社5社が共同企業体を構成し、アルジェリアの開発に乗り出した。
アルジェリア政府はこの他にも、首都アルジェへの一極集中緩和とともに、地中海圏とアフリカ大陸を結ぶ拠点として複数のニュータウン構想を進めている。
ティムガッド新都市は、首都アルジェから南東約550キロメートル、標高約1000メートルに位置している。農耕地帯の中心地で自然貿易の地でもある。実際のところ、1948年よりティムガッドの住民が、電気・ガス・水道といった先進的な機能を備えた住居に住めるよう新住宅の建設計画が検討されていたが、1957年、ついにアルジェリア都市計画・古代遺跡事業は、ティムガッドに残る古代ローマ遺跡群60ヘクタールにおよぶ廃墟の保護と、この町で多くは農業に従事しながら生計をたてている人々を設備が整った所で生活できるようにするために、新都市建設を決定した。そして紀元後100年にローマ皇帝トラヤヌスの命により建された都市タムガディより北1000メートル平行した新地ティムガッド新都市が建設されることとなった。

### ナイジェリア
ナイジェリアの首都アブジャ自体が1980年に開発された計画都市であるが、旧首都ラゴス市内にあるレッキ自由貿易区でマスタープランは、中国によって作られた。第一・第二・第三期それぞれの建設計画。以前はジャングルだった。これを順次切り開いて、現在開発されているのが海側の半島である。二つの半島の間には橋が掛けられる。

### ルアンダ
同国のキランバ・ニュータウンは、石油と引き換えに新しい住宅地を建設するということで築いている。

### セネガル
ディアムニアディオレイクシティ (Diamniadio Lake City) は同国プロジェクト都市のディアムニアディオに拠点を置く政府承認の未来的なタウンシップタウン。

### ボツワナ
ボツワナの首都ハボローネはボツワナとして独立する前年の1965年にニュータウンとしてハボロネスを建設。

### ジンバブエ
ミッドランド州にある地域の重要な経済的および文化的中心地クウェクウェのニュータウンは、整然とした通りと美しい住宅地で知られる同国人気の郊外都市。

### 南アフリカ
同国にはブルームフォンテーンから45キロ程離れた場所に建設された、黒人用のニュータウンのボチャベロなどもあり、これはもともとホームタウンやヨハネスブルク郊外のソウェトに匹敵する黒人居住区でもあった。
この他にはハウテン州にあるミッドラント（midrand）や新興都市サントンなどがある。旧ボプタツワナ共和国内に1979年に大リゾートのニュータウンであるサンシティもあった。
同国は1980 年代から 90 年代初頭に台湾出身中国人移民の流入が急増。1992 年にはブロンコスプルイト（Bronkorspruit）で、同都市のニュータウン開発は台湾系の仏教寺院を核に進展。また 1994 年にはポッチェフストロ－ム（Potchefstroom）にて 5 万 5000 戸の住宅開発と 500 の工場投資を誘致するドラゴンシティ・プロジェクトが提案される。

## 西ヨーロッパ

### イギリス

#### イングランド
イギリスでは富裕層が所有する土地の開発を18世紀に進めだし、ピクチャレスクに計画的に住宅地をつくりだす。その初期の例では、ジョン・ナッシュが設計したブリストル近くのブレーズ・ハムレット（英語版）（英語版）があり、現在ナショナル・トラストが管理している。
イギリスで最初に鉄道沿線型のニュータウンとして、1875年にベッドフォードパークが出現。一方で、エリザベス一世治下の救貧法や労働者の社会住居環境から端を発するモデル・カンパニー・タウン（またはヴィレッジ）もポート・サンライト（1888年）、ボーンビル（英語版）（1879年・キャドバリー社）と幾つかが出現した。これら往時のニュータウンは現在ボーンビル・ビレッジ・トラストなどが幾つか管理をしている。また、イングランド北部の都市ブラッドフォードの郊外に、タイタス・ソルトが自ら所有する毛織物工場を移転して建設したソルテア（1853〜1876年）も、その初期の代表例とされる。同時代に試みられていた他のモデルタウンとの違いは、その規模の大きさとともに最初からそれが自給自足のニュータウンとして計画されていた点にある。
こうした個別的で実験的なニュータウンを一般理論化したのがエベネザー・ハワードで、これを田園都市論というかたちで発表した。
さらにイギリスはジョン・ラスキン、ウィリアム・モリスらのアーツ・アンド・クラフツ運動があり、このモリスらが中心になった住宅デザインが「住宅復興運動」と呼ばれ、その中から、フィリップ・ウェッブやエドウィン・ラッチェンスのような建築家らが、後のニュータウンについて大変大きな影響を持つものを提示していく。
20世紀初めのロンドンでは、協同組合（コ・パートナーシップ）方式によって労働者のためにガーデンサバーブ（Garden Suburbs）が、数多く建設されていった。このうち、ブレンサム・ガーデンザバーブ（1901年）はその最初期の例として知られる。
第二次世界大戦後
現代イギリスで単にニュータウンといえば1940年代から1970年代まで、ロンドンを初め各地の都市圏の郊外に建設された人口5万人から10万人前後の自立性の高い新都市のことである。
1946年に労働党政府はニュータウン法を制定した。目的は、大都市で産業と人々の集中に対抗することであった。明示的にすべき衛星町に作成されるが、自分の経済的、異種の人口構造を持つ独立した単位は、都市は当初、最大サイズが20000から60000の住民が求めていた。問題は人々や自治体、交通機関の不足、財政不足と計画原価の超過の懐疑的な見方だった。特に、それはプロジェクトの範囲がやや人口増加に対抗するためにあまりにも小さくしたことを批判された。1952年、まちづくり法で解決する。
目標は特に、ロンドンなどの大都市の近くに新設と、また、既存の町の拡大であった。1944年、イギリスにおいてロンドンへの過度の人口集中を改善することを目的として大ロンドン計画が立案された。計画では既成のロンドン市街地の中心部で再開発を実施するとともに、ロンドンを囲むグリーンベルトの外側に人口5万人から8万人の小都市を建設するとされた。これらの小都市がニュータウンと称された。
これらのニュータウンは、1898年にエベネザー・ハワードによって提唱された田園都市構想の影響を受けたものである。ハワードの考えてきたガーデンシティの農村生活のそれと都市の利点とを組み合わせている。彼は、1903年と1920年にレッチワースやウェリン・ガーデン・シティの創設を触発するが、日本における母都市である大都市へ通勤することを主体としたベッドタウンタイプの「ニュータウン」とは異なり、職住近接を目ざして職場をはじめとする各種の都市機能も備えた自立性の高い都市である。
現在、法で定められた31のニュータウンがある。こうして、ニュータウンとして建設された都市には第一期がスティーブニッジ（ハートフォードシャー州、1946年11月11日指定）、クローリー（Crawley, サセックス、1947年1月9日指定）、ハーロウ（エセックス、1947年3月25日指定）、ヘメル・ハンプテッド（Hemel Hempstead, ハートフォードシャー州、1947年2月4日指定）、ピーターリー（Peterlee, ダーラム、イージントンニュータウンとして、1948年3月10日指定）で、その後、ガーデンシティのウェリン・ガーデン・シティとハットフィールド（Hatfield, ハートフォードシャー州、ともに1948年5月20日指定）などが続き、この後もニュートンエイクリフ（ダラム、エイクリフニュータウンとして1947年4月19日指定）、バジルドン（Basildon, エセックス、1949年1月4日指定）、ブラックネル（Bracknell, バークシャー、1949年6月17日指定）、コービー（ノーサンプトンシャー州、1950年4月1日指定）などが指定されている。
ハーロウ・ニュータウン（1947年～、イギリス、ロンドン）はハーロウ新都市開発公社が中心となって進められた計画で、近隣住区理論とラドバーン型歩車分離を徹底し、近隣住区理論をもっとも忠実に実践したとして高い評価尾を受けているニュータウン。敷地面積2450ha。日本の千里ニュータウンは、ここをモデルとしており、マスタープランまで倣ってつくられた。
第二期（1961年〜1964年）は、テルフォード（Telford, 旧ドーリーニュータウン、シュロップシャー、1963年1月16日指定）、レディッチ（Redditch, ウースターシャー、1964年4月10日指定）、ランコーン（Runcorn, チェシャー、1964年4月10日指定）、スケルマズデール（Skelmersdale, ランカシャー、1961年10月9日指定）、ワシントン（Washington, Tyne and Wear, タインアンドウィア、1964年7月24日指定）などが建設された。レディッチとドーリーニュータウンはウェスト·ミッドランズ大都市圏近くに位置し、さらに2つの都市ランコーンとスケルマズデールはそれぞれマージーサイドとリバプール衛星都市として意図されていた。これら多くの町の他、クラムリントン（Cramlington）やキリングワース（Killingworth）とタムワース（Tamworth）は地元当局によって1960年から構想展開されたが、ニュータウン指定はなされなかった。
その後もニュータウンは建設され、次第に人口規模が大きくなり、1960年代に入ると人口25万人を目指し、俗に「ニューシティ」と呼ばれるミルトン・キーンズのような例も現れている。
1985年に地理学者アリス・コールマンの研究レポートを受けたタワー・ハムレッツ区のランウェルロードのように指摘に基づく改善プロジェクトが実施されている。高層棟を一部撤去して道路を通し、それに並行な低層住棟を配置する。低層住棟の前後には専用庭を設け、領域性を明確にしている。
アメリカ発祥のニューアーバニズムはイギリスに行くとアーバンビレッジという用語運動で展開されるが、とかくイギリスは1960年代の建築がひどく、近代建築に対する批判がアメリカよりも早々と起きていた。こうしてニューアーバニスム論などをもとに、ドーチェスターの町郊外拡張によって出現したパウンドベリー（Poundbury）は、コーンウォール公領に建てられ、オリジナルのマスタープランはレオン・クリエによって設計された。
ヨーロッパでは多くのブラウンフィールドサイトは、伝統的な街のスタイルよりももっぱらモダニストたちのモダニズムに基づいて、1980年代から再開発されていたが、チャールズ3世（当時皇太子）はとりわけこれに批判的で、イギリスの伝統的な建築文化・生活文化、空間文化に回帰しようということで1988年には自身でテレビ番組を用いてBBCで放送、大変な反響を起こすことになり、郊外を含め都心部でもアーバンビレッジ論が展開され、10個の原則などが提示された。

#### スコットランド他
スコットランドも、過去には産業革命によって生じた都市問題の解決ということを念頭に置くニュー・ラナークなどが出現していたが、ニュータウン建設は、1946年のニュータウン法からで、ニュータウン開発公社が国の機関として用地の取得、ニュータウンの建設・維持・管理を行うこととなった。こうして第1期が1946年から1955年に16の都市、第2期が1961年から1966年に7都市、第3世代が1967年から1971年で5都市、総計28のニュータウンが英国全土に建設され、全世界のニュータウン建設のモデルとなるが、スコットランドではこのうち、カンバーノールド （1955年12月9日指定、1973年3月19日拡張）、イーストキルブライド（英語版）（1947年5月6日指定）、グレンロセス（英語版）（1948年6月30日指定）、アーバイン（1966年11月9日指定）、リビングストン（1962年4月16日指定）、ストーンハウス（英語版）（1973年7月17日に指定されるが、建設までは至らず）などのニュータウンが出現する。グラスゴー郊外のアーバインは全部がニュータウンでなく、帯状に存在していた街に、上手くニュータウンをはめ込んでいる。
北アイルランドには、
メルヴィルガーデンビレッジ (Merville Garden Village) 、アントリム州ニュータウンアビーなどの他、ドラムナドローはショア・ロードにある住宅地で、ランドスケープアーキテクトのエドワード・プレンティス・モーソン (Edward_Prentice_Mawson) によって計画立案され、1949年に完成した。
ウェールズには、
クムブラン (Cwmbran) が1949年にニュータウンに、ポーウィス (Newtown,_Powys) が1967年にニュータウンに指定され、企業の進出に伴い人口が増加し、市場町としての特徴が変わっていった。リウビナ・ガーデン・ビレッジ（en:Rhiwbina_Garden_Village、ウェールズ語：Pentref Gardd Rhiwbeina ）は、カーディフの北郊リウビナにある。1912年に、ガーデンシティ運動の主導的な建築家の一人であるレイモンド・アンウィンのマスタープランに基づいて着工された。

### アイルランド
クレア州にある町シャノン (Shannon,_County_Clare) またはシャノンタウン（Baile na Sionnainne）は、その近くにある川にちなんで名付けられ、1982年1月1日に町のステータスが与えられたニュータウン。

### フランス
城塞都市カルカソンヌでは、シテから見下ろす対岸の都市バース（Ville Basse）は同地の活動の中心であるが、これがアルビジョア十字軍によるカルカソンヌ破壊後、シテの避難民のためにルイ9世によって建設されたニュータウンである。
第二帝政下、シテ・ジャルダン（ガーデンシティ）「ル・ヴェジネ」が、景色の美しい高級団地の形でシャルル・ド・モルニー（ナポレオン3世の異父弟）によってパリの西に造成された。ル・ヴェジネの森の新しい都市への転換と結びついたこの不動産投機は、サン＝ジェルマン＝アン＝レーの台地のふもとへの鉄道の到達で初めて可能となった。鉄道は同様に避寒地アルカションの創をも促進した。

#### シテ・ジャルダン
ニュータウンは、その起源として二つの考え方が背景にあった。1930年代における、ユートピア的な社会をつくり上げていこうとするシテ・ジャルダン＝ガーデンシティ構想からの思想と、企業主たちが労働者の生活条件を改善していこうとした志向とである。当時の労働者の居住環境の悲惨な状態に対し、ガーデンシティをパイオニアとして構想したのはイギリスの都市計画家エベネザー・ハワードとレイモンド・アンウィンで、1903年に初めてガーデンシティが実験的に造られた。歴史的にみた場合、イギリスは、産業革命以降、国家の産業化、工業化といったものを常に先進的に考えていかねばならない立場にあったのである。フランスにおいては、ガーデンシティ構想の方の実施にあたって、それをバックアップする二つの法律が作られている。1912年施行の低廉価格住宅法(HDM)と、1928年施行のガーデンシティ構想を推進するための政府補助金法の二つであった。二つの法律を背景に、まず最初にパリの西側にあるシュレンヌと南側にあるル・プレシ＝ロバンソンの町が田園部市構想の対象とされた。ル・プレシ＝ロバンソンは、1922年のバリの拡大計画にも含まれていた。そしてその後、パリ周辺に約10カ所のガーデンシティが造られている。
シュレンヌの計画は1920年に開始され、まず市当局がガーデンシティとなる用地42ヘクタールを購入し、二つの道路に挟まれた敷地を対象に設計を行った。建築家アレクサンドラ・メストレスは、直交する二つの軸線を設定し、教会や学校、劇場などの公共施設を配置した。さらに二次的な軸線が設けられ、それに沿って住宅が整備された。それぞれの建物はすべて庭によって結ばれている。また、当時蔓延していた結核患者のための住宅や公共の浴場施設などもつくられた。当時、建築のスタイルについて、ネオクラシシズム支持者とコルビュジエ支持者との間に論争が行われたが、シュレンヌにおいてはネオクラシシズムが基調とされた。シュレンヌは、全体として教育や文化施設がひと通り完備され、小さいながら一つの都市として自立したものとなっている。
ル・プレシ＝ロバンソンの計画（1924年 - 1939年）は、建築家モーリス・ペイレ＝ドルテイユ（Payret-Dortail）が全体計画を担当した。ジャンDemayによって建てられた個人および集団住宅（1930年代後半に241戸）と同時に、街の一部は破壊された。ここでは、中心にモニュメンタルな大通りがつくられ、大きく二つの部分に分けて労働者向けの住宅が配置された。大きな公園を挟んで、地形の低いほうにはイギリスの住宅様式をモデルにした小さな庭のある住宅がくもの巣状につくられ、地形の高いほうにはドイツのガーデンシティ、トレニをモデルに、三層から七層の、中心に庭をもつU字型のリジットな集合住宅がつくられた。また、芸術家のための小さな広場のある街区もあり、それぞれが庭を介して結ばれている。60年代になると、今度はル・プレシ＝ロバンソン周辺に、さらに多くの住宅が建設された。
パリの最も有名なシテ・ジャルダンは、HBM（低廉住宅制度）でセーヌ川河畔第一と第二次世界大戦の間、パリ郊外に国家機関の主導で建てられたHBMのシテ・ジャルダン・セーヌで、この目的はOPHBMのアンリ・セリアーによると、「パリとその近郊のdecongestionを確保するため、独自の都市を構築するため」だった。こうしてパリを中心に構築されている。
ドラヴェイユはパリ郊外のニュータウンで1911年、フランス初のガーデンシティ、パリ＝ジャルダンがつくられた。
エピネー＝シュル＝セーヌは、1960年代から1980年代にかけて建てられた高層住宅団地（オルジュモン地区）が特徴であるが、一方で伝統的な郊外地区、ガーデンシティも維持している。
シテ・ジャルダン・アルクイユ （1920年 - 1923年）は、パビリオンの形の下の228の下宿屋が、建築家モーリスPayret=Dortailによって2から6番街を再編成。プロジェクトはそのとき学校グループ、食物の協同組合などは、再び起源の43のパビリオンを維持。
ドランシのシテ・ド・ラ・ミュエット レピュブリック（1921年 - 1929年）は、OPHBMによる最後のガーデンシティの一つで、セーヌ川に大規模な集合住宅による（ウジェーヌ・ボードゥアン、マルセル・ロッズとジャン・プルーヴェらにより1931年と1934年、実際に移行している）ニュータウンはパリ地域の最初の例である。
スタン (セーヌ＝サン＝ドニ県)（1921年 - 1933年）は、歴史的フレンチモニュメント1700家と小さなアパートで構成され、建築家GonnotとAlbenqueらの計画によって1921年に始まった。その時代では、労働者のための住宅で高い需要を満たす。煉瓦は大部分で使用され、長年にわたり、低いプレインコミューンとL'ANRUとともに市は、その卓越した遺産の保全とリハビリテーションの大きなプログラムに従事してきた。集合住宅を構築した後、パビリオンが復元され、道路も再編成される。
サレネスのシテ・ジャルダン（1921年 - 1939年）は、フェリックスDumailとルイ・バザン、アンリ・セリア・サレネス市長や建築家アレクサンドル・Maistrasse、ジュリアン・Quoniamによって建てられた。市は、個人や集合住宅（戦前の数2500、2クラス327）に加えて、診療所、託児所、学校団体、スポーツ施設、カトリックとプロテスタント礼拝所と、劇場、協力店、シングルや高齢者のための家を整備、街にはショップ、保育園、保育所とすべてのための家が含まれる。Dumailとバザンはその後第二次世界大戦 の後の住宅を再構築し、都市を（500戸以上）展開する。

#### 第二次世界大戦後
20世紀以降は、1960年に政府が肥大するパリ周辺の均衡発展を目指し、開発整備大綱（都市計画案）策定からイル・ド・フランス地方の都市計画に対応する研究所（フランスニュータウンの父と呼ばれたポール・ドルヴリエが1961年から1969年まで所長）を設立し、最初の基本計画（Schema Directeur）と、パリ周辺に1960年代から徐々に建設されていった衛星都市として、西にセルジー・ポントワーズ（1969年〜2000年）、東にマルヌ＝ラ＝ヴァレ（1972年〜）、南部にエヴリー（1969年〜2002年）、ムラン・セナール（1973年〜）、サンカンタン・アン・イヴリーヌ（1970年〜2000年）と、パリ周辺のニュータウンができあがる。そしてニュータウンは在来の市町村をいくつか行政的に統合、新しく作られた行政単位にした。
OINとにおけるEPAの対象はイル・ド・フランスの5都市の他4都市の合計9都市である。他の4都市はリール近郊、後のヴィルヌーヴ＝ダスク（アスクの新都市の意味、EPAは、1969年設立）、リヨン近く、リル・ダボー（1972年）、マルセイユ近郊ベール湖畔（1973年〜2001年）、ルーアン近郊ボードルイで、後にヴァル＝ド＝ルイユ (fr:Val-de-Reuil) （1972年）になる。
ヴィルヌーヴ＝ダスクは迅速で1983年に完了し、ボードルイは今では1985年の一般的なコモンローのヴァル・ド・ルイユとなったため共通の権利の郡区に変更となる。
パリのニュータウン開発には企業が設置され運営される地方自治体に企業の床面積と従業員数に応じ定められた税収入があるため、企業立地と企業誘致が明暗を分けることになり、サンカンタンやマルヌ・ラ・ヴァレとムラン・セナールでは発展等に差が生じてしまっている。
セルジ・ポントワーズ、マルヌ・ラ・バレの二つのニュータウンの開発は、著しく発展を続けてきたパリに対して、秩序を与えるという目標はクリアしているとされている。
そして政策的に非常にしっかりとした計画であり、高速鉄道(RER)や高速道路を合理的に整備したことは高く評価できる点としてみられている。格差解消の課題は雇用の拡大で、目標は、ニュータウン内部で労働人口に対し一つの雇用を生み出すことである。現在は、労働人口の約半数がパリで働いているとみられる。
パリ周辺のニュータウン開発に対する批判として、このような都市計画はあまりにも合理的すぎるのではないか、理論に則りすぎているのではないか、と言う者がある。また、これらの都市が活気づくためには、本当はもっとパリから離れたところにニュータウンをつくるべきだったのではないかという意見もある。そのような意味で、パリの中心とこのニュータウンとの関係をどう考えていくか、またその中間地帯をどう整備していくかが、今後の大きな課題となっている。
この他、以下のニュータウンがある。
- サルセルは1万から1万2千戸の計画で ポアロ・アンリ・ラボルテッド他が担当している。預託金庫不動産会社が1955年から開発。
- マルリ＝ル＝ロウ(Marly-le-Roi)はパリ西方1500戸のニュータウンで、J.ロズ、JJオネジェル J.ブフェらが担当した。
- カルバドスの首府として、カン(Caen)が開発されている。
- エルヴィル・サン・クレールはバス・ノルマンディ整備会社が委託。1961年にギョーム・ジレチームのコンペ一等案をもとに開発。
- ムテンクス新都市は28000戸から32000戸の戸数で、クロン・マヌエル・ド・ウィエが設計担当した。
- ポワッシー・ボルガール新都市は、2800戸を1945年から1961年にかけて戦後第1期計画としてストスコフの設計によって開発される。
- zupではバニョル・ショル・ゼズがあり、カンジリス他chデルファント（地域計画）らが携わる。
- マルチーグの新都市は、もとはローマ都市であり、1961年からミッシェル・エコシャールが計画担当した。

### オランダ
もともとアムステルダムでは市域の拡張を予定して市街を形成してきたが、1960年には郊外にベルメミーア計画というニュータウン開発も行われている。但しかつてのオランダ植民地からの移民が増え、生活文化の異なる人との共同生活を好まない人たちが転出し、空き家が増加した。その結果、治安が悪化して問題となり、80年代後半運営協議会が組織され、大規模な再生事業を行っている。
ハウテン（Houten）は、オランダユトレヒト州の基礎自治体。ユトレヒトの南7キロの位置にあるニュータウンである。ホーテンと表記されることもある。

### ベルギー
ルーヴァン・カトリック大学のサイエンス・パークルーヴァン＝ラ＝ヌーヴの設立は1970年で、ニュータウン開発の一環として大学の主導で設置された。ルーバン・ラ・ヌーブの大学都市建設でのように、新たな都市は都市としてのより科学的かつ学術的職業をもつ。しかし、これは、創業からホールは、その人々、学校、高齢者のための場所、ハイパーマーケットの本格的な都市を開発するためのモデルとされている。
ニューアーバニズムのニュータウンとして、クノック・ヘイスト (Knokke-Heist) のHeulebrug (Heulebrug) がある。

### ドイツ
ドイツは1971年にニュータウン開発および都市再開発を支援促進する制度的根拠となる法律として都市建設促進法（Staedtebaufoederungsgesetz）が制定している。開発利益の公的還元ときめ細かな住民参加を含んだ社会計画の促進など、1960年に制定された連邦統一の都市計画の一般法である連邦建設法を補完する都市計画特別法として位置づけられる法律として、当時高く評価されたものである。
ボン郊外にあるメッケンハイム・メールは小規模なニュータウンで、用地の全面買収で建設しているわけではないが、当初に描かれたFプランが、社会情勢の大きな変化にもかかわらず、土地利用として変更されることなく実現している。
ルール地域のニュー・シュタット・ヴルフェン（Neue Stadt Wulfen）とヴルフェン・バルケンベルク（Wulfen-Barkenberg）は旧西独で、50年代後半からの経済の高度成長の期待を背景に先進的なニュータウンを作る目的で建設が開始された地区である。1960年代当時の先進的な計画思想に基づき、また、国を挙げてのモデルニュータウンをつくるとの考えの下、さまざまなサポートを得る形で、高水準のインフラ、卓越した歩車分離のネットワーク、多くの建築家が関与した多様なデザインの建築が進められ、完成当初から話題を呼び、当初は人気の高い住宅地であったため、2004年から西の都市改造プログラムに採択されて、整備が進められた地区で、プログラムに基づく整備、事業が進行中。

## 南ヨーロッパ

### スペイン
そもそも現在のマドリード自体、当時の植民地である中南米から送られてきた一時的な巨大な富を基に、国土で地理的に中心のMADRIDという田舎の町に計画都市を作ったのが起源である。また、現在のグエル公園はガウディはパトロンのグエル氏の要請で郊外ニュータウン開発計画を策定したものであった。サンタンデールは1941年の大火の後、近代的に計画されたニュータウンに再建している。さらにエコシティ/エコタウンもあり、サリグレン（ナバーラ州パンプローナ）はスペイン最大のエコシティで、住宅公社が事業を展開している低所得者向けのニュータウンである。
首都マドリッドの郊外は、整然と都市計画をされたその中に、ショッピング・センターや商店街をはじめ学校や病院、アパートや一戸建の住宅といったニュータウン数多くつくられつつあり、建設ラッシュがみられる。しかしながら、カナリア諸島のリゾート地とともにマドリッド郊外のこうしたニュータウンも、グラナダ近郊のカジェ・オホス・デル・サラド、バルセロナ近郊のサロウ、中世の街アビラの周囲に形成されているニュータウン同様ゴーストタウン・幽霊都市と化している。

### ポルトガル
リスボンからの国鉄シントラ線沿線はニュータウンと化しているが、国内でもトレス・カントス・ニュータウンなど、幾つかあり、北リスボンのアルタ・デ・リスボア・プロジェクトは、ヨーロッパで最大のニューアーバニズム・プロジェクトの一つ。

### イタリア
ニューアーバニズムの都市開発も、フォンティ・ディマティルデなど一部で見うけることができる。
ミラノ・セグラーテのen:Milano Due（ミラノ2）は、シルヴィオ・ベルルスコーニのフィニンヴェストグループ関連会社であるエディルノールドによって新都市として建設された。
イタリアの新市街 - 大都市（ローマ、ナポリ、ミラノ、トリノ）の制御不能な成長を抑制することを目的に、好景気の間に新市街プロジェクトがイタリアで実施されることが提案された。2つの新市街の建設について多くの議論があった。1つはローマの北南新市街を、首都を中心に2つの高速道路で結ぶものであったが、そのプロジェクト案は耳にしなくなった。
ニュータウン賛否両論 - イタリアの都市計画家や建築家の意見では、新市街のモデルについては不一致がある。市街の施設（ニュータウンに位置し、又は側に兼ね備えているためクリエイターらは常に「ニュータウン」を保証し理想的な環境を維持している都市）再開発キャンペーンでアメニティ形成や、クリーニングの多くが公園や庭園で行われている。しかし、イタリアの多くの建築家にとってはニュータウンは建築の価値がほとんどなく、些細な都市的解決策を備えた近代的なゲットーにみえているといえる。

### セルビア
キュステンドルフとメチャヴニクとしても知られるドヴェルグラード (Drvengrad) は、セルビアの映画監督エミール・クストゥリカが映画「人生は奇跡」のために建てた伝統的村風のニュータウン。首都ベオグラードの南西200キロにあるウチツェ市近くのズラティボル地区にある。

### ボスニア・ヘルツェゴビナ
ボスニア・ヘルツェゴビナのスロボミール (Slobomir) ニュータウンは命名した創業者スロボダン・パブロビッチと妻のミラが建設したニュータウンであり、その名は自由と平和の街の意味である。これは、ドリナ川 ビエリナ近くに位置しその目的としてパブロビッチはボスニア人から構成されている博愛主義の確立と戦後のボスニア・ヘルツェゴビナを代表する主要都市の一つになることとしている。
カメングラード（Каменград、意味は「ストーンタウン」）としても知られるアンドリッチグラード (Andrićgrad) の建設は2011年6月28日に始まり、2014年6月28日にヴィドフダンで正式に発足したニュータウン。

### クロアチア
ザグレブでは、1950年代の中頃からサヴァ川の南に、新ザグレブ（Novi Zagreb）と呼ばれるニュータウンが整備されている。高層マンション群が建設されるような新興のエリアであっても、昔ながらの小さな家がそのまま残ってはいる。

## 北ヨーロッパ

### デンマーク
この国の都市開発はもとは軍事要塞の伝統があり、1618年の戦争の被害で、フレデリシアはニュータウンというより軍事要塞として再開発される。
コペンハーゲンで17世紀前半に旧城壁内の城に近い場所にデンマーク王クリスチャン4世の海軍兵士のために建設された一団の住宅群はニューボーダー（Nyboder）として現存しており、これは兵舎ではなく、家族も住まうことが出来る住宅であった。その後居住者の増加とともに18世紀に住宅地は拡大されている。
第二次世界大戦中には隣国ドイツの支配下に置かれた国は戦後は国土の復興を進めるが、大戦後の国の人口、特に首都コペンハーゲンの人口が復興と成長とともに2，3年で急激な成長を遂げ、この時に住宅不足を避けるための政策提言が行われ、早速1947年にコペンハーゲン郊外の開発計画“フィンガープラン”が策定される。フィンガープランでの一環でつくられたニュータウンのひとつであるアルバーツランなど、1963年から1968年にかけて、コペンハーゲンの大都市圏計画の一環としてつくられたニュータウンが出現。世界をリードする環境先進都市として1996年に国際環境自治体協議会の環境都市賞を受賞した。
この南部に大規模な低層の実験集合住宅が建設される一方で、同じ時期のホイ・グラッドサクス (Høje_Gladsaxe) のニュータウンでは高層集合住宅群が建設される。この2つの対照的なプロジェクトは当時のニュータウン開発において高層か低層かの論争を巻き起こす。最終的に世論は低層の集合住宅を支持するようになる。
こうして国が成長していく過程において、ニュータウン開発は一大産業となっていきまた国も住宅産業の活発化を望み、そのための様々な新しい居住形態が提案されていく。
その1つが高層集合住宅が並ぶニュータウンの建設で、1951年から1956年にベラホイ（Vejrhoj）に、続いて1953年からミレステデットにも高層集合住宅地のニュータウンが開発され、その後も次々とデンマーク各地に高層集合住宅が建設されていく。都心から離れた地域に新しく建設するため、その計画においては街に必要な施設として学校や保育園、図書館、店舗、レストラン、集会所などが住宅とともにセットで作られていく。
産業と政策としては住宅の高層化は好都合で合理的であったが、往時の建築家や識者からは住宅の質や生活の質を損なうものとして異論が相次いでいた。
例えばシドニーのオペラハウスの設計で知られているヨーン・ウツソンにより、コペンハーゲンのあるシェラン島北部に、自身が提唱する平屋の集合住宅を展開するフレデンスボー・テラサー集合ニュータウン（1962年 - 1963年）などが発表されている。この集合住宅案は当時の建築家たちに低層集合住宅への関心のきっかけを与えたという。高層集合住宅の開発自体は、1964年から計画され1974年に完成したブロンビュ・ストランド (Brondby Strand) のニュータウン開発を最後に、しばらくは続けられた。ヘルシンゲルにもウッツォン不朽の名作キンゴー・ハウス (Kingo Houses) 住宅地開発があり、このウォッツォンの集合住宅は当時の建築家たちに低層集合住宅への関心のきっかけを与え、1963年から1968年にかけてアルバーツラン南部に大規模な低層の実験集合住宅が建設されることとなる。
1971年に実施されたティンゴーデン地域（Tinggården）での開発は低層住宅を謳った設計競技を実施、伝統を踏まえながらも彼らの斬新なその提案は、現在に至るまでデンマークの集合住宅の設計に大きな影響を与えている。
その後も約2,300戸のアベドゥーア・スタションビュや、イスホイ・パーケン（Ishøj parken）、クーエ・ブグトフィンガーエンなど、次々と大規模であるが低層のニュータウン開発が進んでいく。
ニュータウンの中でもコペンハーゲンの郊外ネールム地区には造園家カール・テオドール・ソーレンセンが1948年に手がけた滞在型市民農園付き住宅地（通称「楕円庭園」）が、約40戸の住宅区画が生垣で楕円に形成され、楕円サイズは黄金比を参考に長径25メートル短径15メートル前後に統一されて配置されている。同じくコペンバーゲン郊外のブレンビーBrondby Havebyニュータウンでは一部に円形の住宅区画が点在する。区画した円の中心がクルドサックとパーキングになっており、それを住宅敷地がピザの1ピースのよう取り囲む配置となっている。そしてコロニヘーヴと呼ばれる、週末にゆっくりと過ごすための芝生スペースが、円を並べることで円と円の間に生じている。
都市郊外のニュータウン開発においては1960年代から70年代にかけてが最も盛況で、70年代には全部で約43万戸の住居が建てられている。住宅生産のピーク1973年でも55万戸の住宅が作られている。
1960年から1975年までの間に、デンマークの居住エリアはそれまでの倍に成長、1968年に首都圏域の人口が170万人だったものが1985年には210万人、2000年には240万人となっている。そのためニュータウン開発はコペンハーゲンのあるシェラン島から2つの海峡を越え、最終的にはユラン半島中部にまで伸びている。

### スウェーデン
スウェーデンでは各国に先がけて計画的なニュータウンづくりに着手しているが、そのほとんどが街として成り立つため街としてのすべての要素を持ち合わせ、さらに安心して住めるまちとしている。
首都ストックホルムは13世紀中頃に現在も中世の街なみが残る旧市街ガムラスタンの丘に砦を築き、城壁で囲まれた中に人々が住み始めたというもので、その頃から運河に関所を設け料金を徴収して収入としていたというが、17世紀にドイツ人技術者を招いて近代的な都市計画を始め、19世紀の産業革命からの好景気で、地方からの人口の流入により住宅難となり、北へ市街地を拡大させる。20世紀初頭からはパリの街を手本として、都市軸を持った都市計画を始めた他に路面電車を建設し、郊外へニュータウンを拡大させた。このとき公園を建設し、その中に住宅地を造るというスタイルにより、緑の豊富なニュータウンを形成していった。
また20世紀中頃から地下鉄の建設を開始。この頃から後に街の別館と呼称される、イギリスのニュータウンを手本として１万人規模の住区を形成し、いくつかの住区の中に４万人規模の核となる住区で街を形成させていった。こうして、ベリングビーなど第一期をへて第三期まで段階的に整備を行っていった。
1960年代につくられた戸建てニュータウンファシュタ（F-arsta）は、1階建てがほとんどという低密低層で静かなニュータウンである。主要な幹線道路からは分離され、駐車場は幹線道路沿いにまとまって整備されている。戸外環境も各戸の庭先では花木の手入れが住民によってなされ、また高い塀などで仕切らず、非常に開放感のあるニュータウンが形成されている。
1970年代に政府は、ストックホルム郊外に10年間で百万戸の住宅建設というミリオンプログラム（Million Home Program）を計画し次々にニュータウンを建設を始めた。郊外部にニュータウンが取り巻くかたちとなっていくのは都心部からの鉄道網上の半径10キロ程度のエリアを対象とし、中心部から放射線状に地下鉄網をつくり、これによってアクセスの利便性を良くし、主要なニュータウンは中心部から地下鉄で20分から30分の位置したためで、そうした郊外ニュータウンは、地下鉄駅周辺に中高層共同住宅群が建ち並び、日本の住宅団地と同じような風景がみられていく。しかしながらミリオンプログラムは70年代第一次オイルショックなどにより景気が後退、そこでは、人口密度は低く、街なかで人の姿を見ることも少ない。そして、このような郊外ニュータウンでの状況は、ストックホルムの都市づくりにおいて重要な課題として捉えられてきた。
第三期で1977年開発のニュータウンであるKISTA（シスタ）の開発では、街全体をストックホルム市が購入し、駅の南側に3つの街区をつくり、それぞれをSVENSKA公団、HSB（住宅生協）、民間企業が開発した。駅の北側は商業、工業地区とした。このIT 関連企業の集積規模は、アメリカのシリコンバレーに次いで世界第二位となっている。駅よりそれぞれの地区まで歩行者専用道路が貫通しているが、自動車は街区をまたぐことはなく、通過交通が無いように計画されている。この地区の建築物の高さは8階建てまでで、EVが無い建物については3階建てまでとなっている。
このシスタがストックホルムでのニュータウン第三期の最後となる。ここは古い住宅地で昔はスウェーデン人が住んでいたがその後移民居住区となっていった。
1990年代から開発の計画が進められていたストックホルム中心部近郊の住宅市街地にあるブラウンフィールド、かつての工場跡ハンマルビー・ショースタッド（Hammarby Sjostad）では、過去のニュータウン開発での教訓を強く意識し、従来の郊外開発と比較して約3倍の人口密度が設定され、25,000戸の住宅と1万人が働くオフィス街を計画、2009年までに約300,000平方メートルのオフィスと6,000から8,000の住宅計画である。コミューンではこの地区を都市再開発の新しいモデルと位置づけて先進的な取り組みをしている。

### フィンランド
20世紀初頭ではラルス・ソンクが1907年以降に取り組んだクロサーリ、エリエル・サーリネンが1915年に計画書を発表したムンキニエミ=ハーガ、ユーゲントシュティールの街並みが残るエイラなどがある。
首都ヘルシンキの隣エスポーは戦後、都市計画によって開発された都市で、5地区に分かれ、オタニエミ地区など、各地区が中心地にそれぞれの行政センターと商業エリアをもちそのまわりに居住地がとりつくニュータウンと化している。
特にヘルシンキの西近郊タピオラはガーデンシティとして知られ、敷地の半分以上が森林である。ここは1950年代から60年代にかけて建設された。現在、隣接するオタニエミ大学のキャンパスとを分断する環状道路線を地下化して、地上部分に宅地を造成する計画が検討されている。地下化する距離は約800メートルにものぼる。
さらに隣のオタニエミは、自然と人間の生活が調和したニュータウンで、元々は1940年代末に用地買収が開始されたヘルシンキ西方に、増大するヘルシンキ市の人口に対処するため1951年に建設された。1960年代に計画は軌道に乗り、ヘルシンキ工科大学とフィンランド国立技術研究センター(VTT)が開設され文教都市ともなっている。人間の個性と自然への接触を守るという開発コンセプトに基づき、住宅は森林がとりまくように建てられて、もとあった斜面林や池をそのまま広場や公園として活用している。樹木より高い高層住宅は全体の三分の一以下にしている。
エスボーは他に、キルスティンハルュというニュータウンがある。
近年では特に工業再配置などを行い、それに伴い生じた工場跡地などのブラウンフィールドのニュータウン開発が盛んである。そして試験的に環境共生の仕組が導入されたピックフオパラティ、副都心として計画されたパシラ、本格的に環境都市として計画されたヴィーッキ、この他、ボーサーリ、パイバープンク、ピューニッキ（タンペレ）などがある。

## 東ヨーロッパ

### ハンガリー
特殊なケースで、以前に未発達または事実上未開発エリアにおける都市を構築する全く新しいニュータウン形成例としてあるのは、ドゥナウーイヴァーロシュの建設で、しばらくスターリンヴァーロシュと呼ばれていた。1949年に鉄鋼コンビナートで重工業に従事する労働者のためのニュータウン建設をすることを決め、1950年に始まり、1961年に完成した。

### ポーランド
ワルシャワにもニュータウン（en:Warsaw New Town）があり、キュリー夫人の生家がある。
1977年から1978年に建設された大規模団地が立ち並ぶワルシャワの郊外ニュータウンは東京の郊外に似ており、団地群の集合住宅が5階建て群や11階建て群でそれぞれ、建設時期によって違いが生じている。

### ブルガリア
共和国の古い閘北ジェラとカザンラクは1877年から1878年まで、ロシア - トルコ戦争での復興として再建ニュータウンに、また、ブルガリア南部のディミトロフグラードもニュータウンで主要産業とインフラ産業の中心地である。

### チェコ共和国
プラハニュータウン (New_Town,_Prague) が、現代のプラハの歴史的中心部を構成する5つの独立した都市の中で最も若くて最大の町。カール4世によって旧市街の東と南の城壁のすぐ外に建設された。

### ロシア

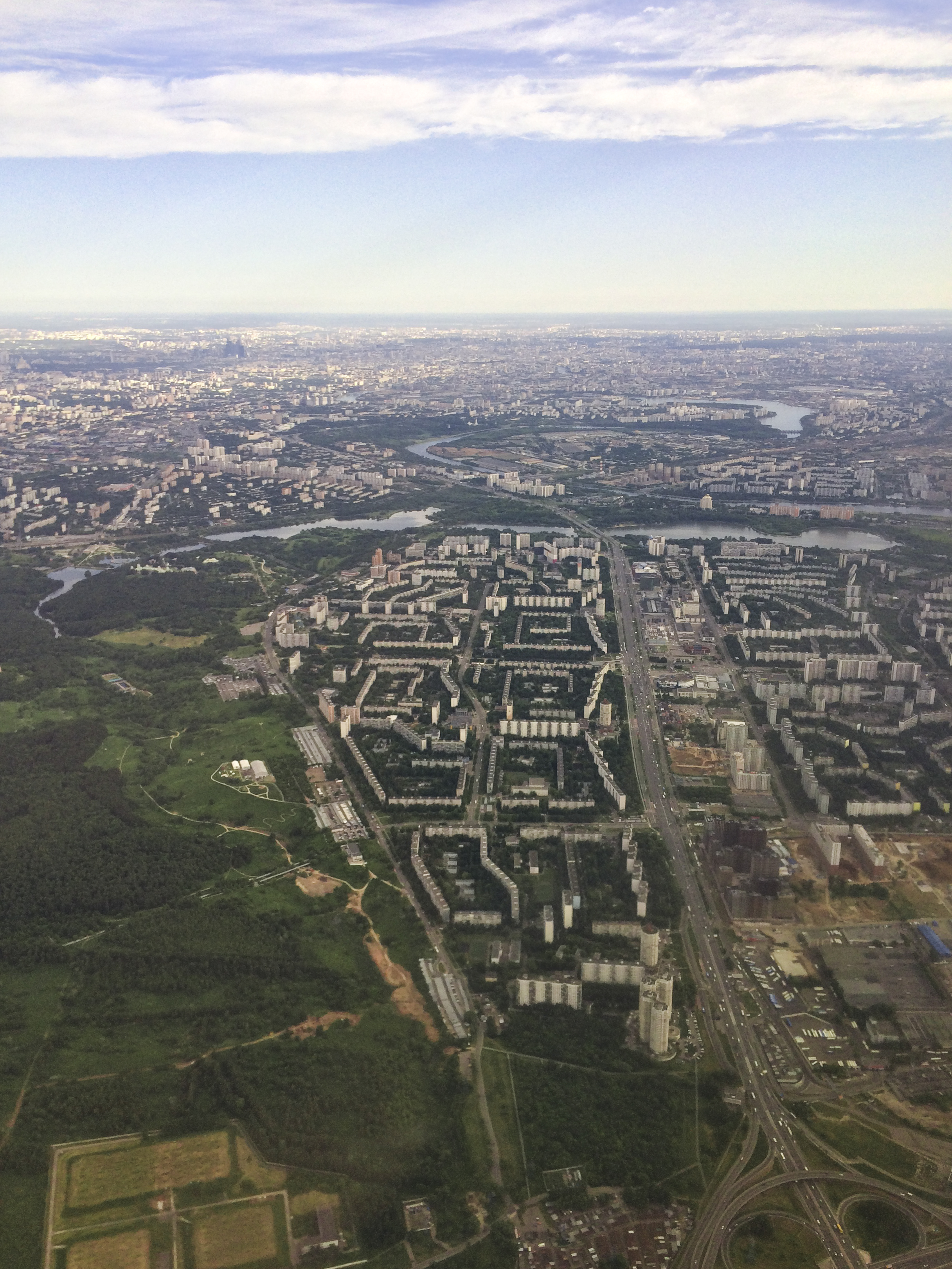
ソビエト時代に建設された典型的なモスクワ郊外。放射状の道路で区切られた高密度の小地区がある

1950年代に入り、ソ連共産党中央委員会とソ連閣僚会議の会議は、全連邦建設者と都市計画者会議を招集した。1958年4月に開催された会議では、計画と都市開発の差し迫った問題が議論され、その解決方法が概説された。1959年、ソ連共産党第22回大会でこの問題の重要性がニキータ・フルシチョフによって強調され、極度の住宅不足を克服するために建築家ヴィタリー・ラグテンコ (Vitaly Lagutenko) が設計を担当する5階建てのプレハブアパート「フルシチョフカ」の大規模な建設を提唱した。1961年5月、ソ連建築家の第3回全連邦大会が開催され、一般的な都市計画の承認を加速するよう呼びかけた。
1960年代からソ連の崩壊までの一般的な傾向として、都市の郊外部が拡大し続け、さらに高層のアパート「ブレジネフキ」が建設されたことである。
モスクワの北部行政オクラグ地区にあるソコルには、1920代前半に設立され「村のアーティスト」とも呼ばれる住居集落「ファルコン」がある。村の建築物複合体は地域的意義のある建築の記念碑ともされ、Alabyana通りとVolokolamskoeハイウェイの交差点付近の20ヘクタールのエリアをカバーしている。
そもそもモスクワでは壊滅的な住宅不足があったが、当局はその建設のためにほとんど資金を割当てていなかった。1921年8月8日にレーニンは協同組合と個々の市民が都市開発の権利を付与された協同住宅建設に関する勅令に署名。同年、モスクワで最初の住宅建設協同組合であるソコール住宅建設協同組合を設立することが決定。村の建設は1923年に始まり、基本的には1931年に完了している。
N.V.マルコフニコフら村落の設計で有名な建築家らが参加。当時のガーデンシティ理念の街を具現化。街路を計画する際には、非標準的な空間的解決法が用いられた。村の住宅は個々のプロジェクトで建設された。 (PDF) 

### ウクライナ
ヴィリノヒールシク（ウクライナ語: Вільногірськ）はウクライナのドニプロペトローウシク州ヴィリノヒールシク地区に戦後にできたニュータウン。

## 東アジア

### 日本
イギリスでのニュータウン運動にやや遅れて日本でも1950年代から1980年代まで東京都市圏・大阪都市圏の郊外を中心に、ニュータウンの建設が盛んに計画、実施されている。開発の手法には、大きく分けて国の機関や地方自治体が法的根拠（新住宅市街地開発法や土地区画整理事業法）に基づいてマスタープランを起案し、自らがデベロッパーとなって建設するものと、民間デベロッパーが任意に建設するものがある。
公的機関が開発した大規模ニュータウンは、長期に渡り広域広大な造成を伴ってインフラストラクチャー等の都市基盤整備工事を実施し、マスタープランに基づいて住宅を基軸に、複合多機能都市として建設される場合が多い。三大都市圏では、東京都市圏の「多摩ニュータウン」「港北ニュータウン」「千葉ニュータウン」「幕張ベイタウン」「ユーカリが丘」「常総ニュータウン」「竜ヶ崎ニュータウン」、大阪都市圏の「千里ニュータウン」「泉北ニュータウン」、名古屋都市圏の「高蔵寺ニュータウン」「桃花台ニュータウン」などが代表例である。
他方、日本に数多くある民間が開発したニュータウンは都市機能の独立性が低く、夜間人口と比べて昼間人口が極端に低い、ほぼ純粋な住宅地が多い。このため、ベッドタウンとも呼ばれる。ただし、民間企業1社が開発した仙台都市圏の「泉パークタウン」では、職住近接型の開発がなされている。
また、高度経済成長期に開発されたニュータウンでは、若い世代の人口流出に伴う住民の高齢化、少子化による学校の統廃合問題、集合住宅・各種施設の老朽化や建替えなどの問題も生じている。

### 韓国
Category:韓国のニュータウンにあるとおり、一山西区、一山東区、盆唐区などがある。大韓民国新都市建設は、1960年代後半の工業団地の背後都市や大都市問題の解決策として開始された。工業団地の背後都市としては、1962年から建設された蔚山市があり、1968年の違法建築物の解消策として推進された光州住宅団地（以降城南市となる）の過密解消から誕生した最初の新都市であった。1970年代には、首都圏、デググォン、釜山圏、光州圏の4大圏域にそれぞれ鞍山、欧米、昌原、麗川新工業都市を建設した。1980年代には、住宅を中心とし都市内新都市としてソウル市に羊飼とサンギェドンが開発され、80年代後半、ソウル地域の宅地供給不足を克服するために、毎分と一山を含む5つの第1期新都市が建設された。2003年にはソウルの不動産価格急騰などを抑制し、首都圏に住宅供給を拡大するために、第2期新都市が計画発表された。2019年には新たに5ヶ所が第3期新都市として指定された。中央政府又は地方自治団体の計画によって再整備されたり、新しい住宅団地として開発された計画都市と宅地地区などを便宜上新都市と呼ぶこともあるが、厳密な意味での新都市は、上記第1期新都市と第2期、第3期新都市を指す。
- 第1期新都市 : 毎分新都市、一山新都市、坪村新都市、山本新都市、中東新都市
- 第2期新都市 : 板橋新都市、東灘新都市、漢江新都市、運精神都市、広橋新都市、楊州新都市、慰礼新都市、高徳国際新都市、黔丹新都市、牙山新都市、道安新都市
- 第3期新都市 : 王宿新都市、校山新都市、桂陽新都市、昌陵新都市、大壮新都市

### 中国
中国の主要都市上海郊外のニュータウンは現在松江、嘉定、青浦、南橋、金山、臨港や浦東新区の各ニュータウン展開されているが、松江区に造られた英国タウンハウス風分譲地テームズタウン（Thames Town）をはじめ、上海郊外にあるドイツ風ニュータウン・安亭新鎮、杭州広廈天都城など、3分の1サイズのエッフェル塔やシャンゼリゼ通りなど、パリの街並みそっくりに作られてパリを丸ごと模倣したテーマパークのようなキッチュであるが富裕層向けのニュータウンも多い。
上海の郊外に作られた浦江・世博家園は、上海万博の計画地に住んでいた人々の移転のために計画されたニュータウンである。また従来のベッドタウンや工業団地も多いが、上海市中心部から東側に構想される曹路ニュータウンは本格的な研究学園都市やサイエンスパークの形成を目指している。環境都市をめざすニュータウン建設も多く、海を挟んで台湾と向き合う福建省アモイ（廈門）ではアモイ島北側と海を隔てて向かい合い、3つの橋で結ばれている集美区などは高速鉄道の新ターミナル駅周辺に、ニュータウン建設も進んでいる。市街地はアモイ島から大陸側へと膨張し続けており、現在、中国政府の強い意向を受けた低炭素都市プロジェクトがスタートし、そこに新しく建設開始されたニュータウン（新城）である翔安ニュータウンが、低炭素都市を目指すこととしている。
世界で経済発展と環境容量のバランスを取り、長期にわたって双方の恩恵を受けようとするグリーン・エコシティは、世界でいくつかのニュータウンが優良事例として知られているが、中国などでは、深圳の光明ニュータウン、唐山の曹妃甸・エコシティなどがある。無錫のハンマルビー・ショースタッドをモデルに作られた中国-スウェーデン・エコシティは、太湖の北側に位置し、広範囲の湿地に隣接している。これらの都市は、エコシティ計画の着手時や計画時に、環境に関する目標を設定し、日々達成に向けて邁進し、プロジェクトによって、推計で2万人の住民がエコライフを送れると期待されている。プロジェクトは面積150平方キロメートルの太湖新都市を、生態系かつ環境の持続可能性に注目した国際的な低炭素エコシティを実証する地域として事業を実施している。
天津では副省級区の浜海新区に天津港保税区、国家海洋ハイテク開発区など工業団地がいくつか設けられており、中でも天津経済技術開発区（TEDA）ではニュータウン建設が各地で進んでいるほか、塩田跡地を埋め立て、国政府とシンガポール政府が共同で開発するニュータウンである天津エコシティ（天津生態城、大規模環境都市）の開発がすすめられている。合肥市の南部にある淡水湖の巣湖に隣接する濱湖新区ニュータウンは2006年に着工し行政、工業、住宅、観光といった各区域を一体化した環境に優しい都市をうたっている。首都北京郊外のニュータウンでは石景山区、順義ニュータウン、通州ニュータウン、亦庄経済技術開発ニュータウンなどの開発が進められている。蘇州には、国家レベルのハイテク産業開発区（蘇州高新区）と、中国とシンガポール両国政府の合作プロジェクトである国際的な経済技術合作開発区（蘇州工業園区）があり、特に蘇州工業園区が注目されており、住宅開発が進んでいる。大連ソフトウェアパークもある大連の海岸沿いの観光リゾート地や高級住宅街として知られる星海広場周辺のエリアや大連医科大学跡地でもニュータウン開発計画がなされている。さらに現在、日本の大和ハウス工業が江蘇省常州市天寧区（2011年〜）や無錫市新区呉博園（2010年〜）で新都市建設プロジェクトを開始している。
一方で、広廈天都城のほか東部の江蘇省の無人都市、河南省の省都ヂェンヂョウや香港に程近い漁村のチェングオンなどには1万戸の空家ニュータウンがあり、軒並みゴーストタウンと化している。特に、中国の北部にある内モンゴル自治区の都市、新疆イリカザフ自治県オルドス市旧市街から南に20キロの荒野に不動産開発を加速させるべく突如高層ビル街を出現させて人口100万都市を目指して開発を進めたカンバーシ新区は、一般的にゴシップタウンとして知られる。烏海も含め、竣工中や未竣工の建物が並び、住人がいない状態がみうけられる。また貴州省の省都、貴陽市も中国の不動産業界で第2のオルドスになると懸念されている。雲南省昆明市呈貢のChenggongニュータウンもマンションが乱立し10万戸の部屋が用意されたものの入居者はいなく、江蘇ニュータウンでも見渡す限り無人の家々が建ち並ぶ。建設中の丹東市丹東新区も生活基盤の諸施設は後まわしで、新区の西側に工業産業園区が予定されているという。

### 台湾
1970年から中華民国政府は台北、台中、高雄の3都市の人口圧力を緩和するために、新北市淡水区の北部にある再開発地域で淡海新市鎮、林口（ナアカウ・Na-khau）郷、台中ハーバータウン、高雄ニュータウンとDapingdingの5つが計画されたが、当初予定された開発目標はまだ到達していない。台湾でのニュータウン政策はニュータウンをまばらに移動させて、英国のガーデンシティなどとは多少に異なる目的で形成していった。淡海ニュータウンはここ数年開発が進み、地域を台北市内のMRTと結ぶライトレールの着工も決定、ライトレールが人口増加の起爆剤になると考えられており、将来的には人口30万人規模の都市になると期待されている。林口は現在もニュータウン開発が進められている。
台中市に接し台中市の衛星都市として発展した太平（タイピェン・Thai-peng）は、将来は台中市西屯区の朝馬地区から捷運藍線が太平市まで建設される計画になっており、外省系華人が多く住む住宅も多くまた、台中の郊外ニュータウンとして、高級マンションなどの建設も盛んに行われている。
このほか、新店から新店渓を渡って西側の安坑、錦繍地区周辺の丘はニュータウン開発が行われている。
小碧潭（シャオ ピータン／ショー ピェクタム）などのように、地区に中央ニュータウンなどがあるものや新荘駅周辺は住宅街で駅北中山路の南側はニュータウンの建設が進んでいる。萬芳社區（ワン ファンソーチュイ／バン ホンシアクウ）の駅北側は萬芳社区というニュータウンとして開発された地区である。

## 東南アジア

### シンガポール
最初のニュータウンとして公営住宅局HDBがクイーンズタウンを建設した1952年から1973年までに、新たな都市計画のコンセプトとして、ニュータウン政策を進めていた。
有名なニュータウンであるクイーンズタウン（女皇鎮Queenstown）の他、アンモーキョー（宏茂橋 Ang Mo Kio）、バドック（勿洛 Bedok）、ビシャン（碧山 Bishan）、ブキ・バトック（武吉巴督 Bukit Batok）、ブキ・メラ（紅山 Bukit Merah）、ブキ・パンジャン（武吉班譲 Bukit Panjang）、チョアチューカン（蔡厝港 Choa Chu Kang）、クレメンティ（金文泰 Clementi）、ゲイラン（茅籠 Geylang）、ホウガン（后港 Hougang 総土地面積の点で同国内最大のニュータウン）、ジュロン・イースト（裕廊東 Jurong East）、ジュロン・ウェスト（裕廊西 Jurong West 既存の住宅ユニットの面で同国内最大のニュータウン）、カラン（加冷 Kallang）、パシール・リス（巴西立 Pasir Ris）、プンゴル（榜鵝 Punggol）、サンバーワン（三巴旺 Senbawang）、センカン（盛港 Sengkang）、セラングーン（実龍崗 Serangoon）、タンピネス（淡濱尼 Tampines）、トアパヨ（大巴窗 Toa Payoh）、ウッドランズ（兀蘭 Woodlands）、イーシュン（義順 Yishun）があり、さらにその他にはエステートがいくつか（ブキ・ティマ、中央エリア、マリンパレード）がある。
それぞれのニュータウンは英国にならい自己持続可能であるように設計されている。街の中心部から地区レベルのコンセントに至るまで、商業開発の階層によって手掛け、一般的ニーズを満たすために、ニュータウン外に通勤する必要は無いようにしている。雇用もニュータウンの中に工業団地を形成し、教育からヘルスケアおよびレクリエーションのニーズにもというように、学校、病院、公園、スポーツ施設なども完備している。
ニュータウンの設計におけるシンガポールの専門知識は国際的に認知され、1992年にタンピネスがシンガポールのニュータウンの代表としてイギリスに本部を置くBuilding and Social Housing Foundation (BSHF)のWorld Habitat Awardsに選ばれた。
現在、国内には26ヵ所のHDB開発タウンがあり、国民の約8割が公共団地のHDBに住む。HDBタウンはMRTの駅またはバス停や学校と保育園のほか、ホーカーとよばれる屋台からマーケットなど、生活に最低限必要な施設を整えている。
その中でももともと農村が点在するシンガポール最北東端の郊外エリアで、1990年に閉鎖した養豚場を住宅地としての開発を急速に進めたニュータウン・プンゴル（Punggol）は、現在一大HDBタウンに変貌をとげ、国を挙げて積極的に環境問題への取り組んでいることで住宅開発局は、プンゴルをシンガポール初のエコタウンに定めて開発を進めている。

### ベトナム
ベトナムでは毎年経済成長率について、年10パーセント近い数字をキープしており、農村から都市への大量の人口流入の他に海外からの企業進出まで著しく、急ピッチで受け皿づくりを進めている。
一例としてハノイの東、ロンビエン（Long Bien）地区にヴィラが1000戸もの美しい戸建てが整然と立ち並ぶ、ヴィンコムヴィレッジ（Vincom Village）がある他、ハノイ郊外はシプトラや湖地区の農業、魚養殖場から住宅開発地への転換が行われているイェンソ、また、湖に囲まれた高層型のニュータウン、リンドンなどがある。ハノイの西湖西部地区に策定されている新都心計画・2020計画の西最奥部に立地し、この新都心計画全体を成功に導く礎となる重要プロジェクトとなっている。
韓国の5つの建設会社合同企業体は、ベトナム政府とハノイニュータウン開発をおこなっている。1996年に始まったハノイニュータウンプロジェクトはハノイ近くのAn Khanhにニュータウン建設で、完成は2020年と計画されている。この新しい街は単なるベッドタウンとしてではなく、街そのものが息づくかつ活動する街を目指し、ハノイとニュータウンを結ぶ高速道路の建設も現在すすめている。一方、日本の東急電鉄もホーチミン郊外のビンユン省にニュータウン「東急ビンユンガーデンシティ」を展開予定である。なお、ハノイ市郊外では新都市計画プロジェクト、通称「ハノイ・ウォール街」プロジェクトが進行している。

### カンボジア
首都プノンペン郊外に韓国と共同で高層ビルを建築し、20億ドル規模のニュータウンを整備中である。都市の名前は、カンボジア (CAM) と韓国 (KO) の国名の頭文字を採って、CAMKO CITYとしている。
この他韓国の建設会社ブヨン・グループもプノンペン郊外センソク地区のロシア大通り沿いで、大型ニュータウンの開発に着手しているが、その後、郊外に建設中だった韓国系ニュータウンのカムコシティはメインバンクの釜山貯蓄銀行倒産の憂き目で中断中。プノンペンではこのほかにも、ガーデンシティと名付けられたニュータウン開発が始まっている。またプノンペン市内中枢のソリヤや南西郊外のニュータウンには中国資本が注がれている。

### タイ
1990年代前半からバンコクの不動産会社バンコク・ランドによって高層コンドミニアムなどを中心としたバンコク郊外のニュータウン、ムアントーンターニーが開発された。ただししばらくは、バブル崩壊でゴースト・タウンと化している。その後バンコクは不動産市場が好況となり、基礎工事が終わった状態で何年も放置されていたビル建設が再稼動、ムーバーンと呼ばれるニュータウンや新築マンションが乱立しはじめる。

### マレーシア
クアラルンプール繁華街と郊外のニュータウンや衛星都市を結ぶ高速道路や軽量鉄道LRT、モノレールを整備。市街地内の深刻な交通渋滞を緩和するために建設された新鉄道システムが1998年全線開業になる。こうして北西郊外のニュータウンのセントゥル（Sentul）と南東郊外のニュータウンのアンパン（Ampang）および西郊外のブキット・ジャリル（BukitJalil）とを結び、無人LRもは、北西郊外の衛星都市プタリンジャヤ（PetalingJaya）や北東郊外のニュータウンであるワンサ・マジュ（Wangsa Maju）とを結んでいる。この他にクアラルンプールの西30キロぐらいに位置するスランゴー州の州都シャーアラムや南に30から40キロの位置にある新首都プトラジャヤ（Putra Jaya）、クアラルンプール中心部よりおおよそ50キロのマルチメディア・スーパーコリドーと呼ばれる総合開発地域に含まれる新興都市サイバージャヤなどがある。

### インドネシア
ジャカルタは近郊にボゴール、デポック、タンゲラン、ブカシという4つの郊外都市があり、ジャカルタを中心に巨大都市圏ジャボタベックを形成。2020年には3,500万人に達すると予測されているジャボタベックの構造は、ハイウェイと拠点開発によって生み出しており、後には、都心と郊外を結ぶ輸送手段を高速道路建設に求めると、高速道路網整備に伴って開発許可申請が増加。
ジャカルタの西側では、少なくとも1,000ヘクタールあまりの農地が開発され、東側では、少し前には集落が点在しただけの地域が市街化した。ジャカルタ周辺の多くのニュータウンのうち、特に大規模なものでブミ・スルポン・ダマイ（通称BSDシティ）、ティガ・ラクサ、リッポ・チカランなどがある。この3つは、多くのニュータウンがジャカルタに依拠しているベッドタウン的性格であるのに対し、自律性が強い都市的性格をもつものとして計画された。BSDシティは、単なるベッドタウンではなく、商業をはじめとする複合機能を備えた、自立性が高い都市をめざす、新しい都市づくりの第1号ということができる。
ジャカルタ市の西南約20km に展開する面積約7,000ヘクタールの地域を新都市として開発整備する構想で、計画人口は数十万人と想定されているセルポン・ニューシティは、インドネシアのディベロッパーや大企業十数社で構成する共同企業体ブミ・セルポン・ダマイ社が1984年世界各国約20社のコンサルタントの企画提案から日本のコンサルタントのグループが選定された。世界でもかなりの規模を持つこの新都市の建設はジャカルタの急激な人口増や都心部の混乱を解決する有力な方策として浮上したものとされ、ジャカルタの副都心機能を持つ都市として構想されている。またモダン・フォト社が事業主体となって首都ジャカルタ市の西方約15キロの丘陵地帯に計画されたタンゲラン・ニュータウンは、計画規模が開発面積約500ヘクタール、計画人口約５万人というこれまでインドネシアで計画されたニュータウンとしては最も大規模なものの一つで高水準なニュータウンとして企画されている。
こうしたニュータウン開発の主役は民間セクターであり、公共セクターによる開発で中心となっているのは、主として中低所得層向け住宅供給を担ってきた国家住宅公団で、公団の代表的な事例として、クレンダーがある。ジャカルタ東部の面積200ヘクタールあまり、計画人口5万人のニュータウンで、戸建住宅と各種の集合住宅が建設された。
国際色を出す試みもあり、リッポ・カラワチは、他の多くのニュータウンと同様に、ボストン、オランダ、パリや地中海、そして大阪の雰囲気などをモチーフとしてデザインされ、さながら大きなテーマパークである。また、ジャカルタ南部にさらに大規模な計画人口20万人のニュータウンであるプルムナス・デポックがある。いずれも初期のニュータウンであるため、今日の水準から見ると、住宅地としての質は高いとはいえない。リッポ・カラワチはは不動産開発を主軸としたインドネシアの最大手企業グループの一つリッポー・グループが開発したが、同グループはジャカルタに面する東西隣の県それぞれに、1990年代初頭から巨大なニュータウンを開発してきた。西側のタンゲラン県のがリッポ・ヴィレッジまたは一帯の地名からリッポ・カラワチと呼んでいた新都市で、ジャカルタ東隣のブカシ県ではジャカルタ―チカンペック高速道路の31キロ地点のチカランに新都市リッポ・チカランを開発。こちらは住友商事や韓国ヒュンダイと組んで開発した工業団地が核となり、それを補足する形で住宅や商業施設が開発されたが、リッポーはこのニュータウンを東側に拡張する形で、2014年からOrange Countyという名で、低層戸建住宅・高層マンション・モール等の商業区画、大学や病院等からなる322ヘクタールのニュータウン事業を進めた。2016年には港湾開発の中国大手国有企業Shenzhen Yantian Port Group Co., Ltd.と 大手不動産開発企業 Country Garden
Holdings Co. Ltd.と共同で、同ニュータウンにインドネシア―深圳工業団地を設計・開発するとしている。同グループは2017年にはOrange Countyを取り込む形で予定面積約500ヘクタール、予想投資額200億ドルの新都市メイカルタの開発を発表。ニューヨークを範にとったグリッド型の都市構造による6つの街区ブロックと100ヘクタールのセントラル・パークなどや、中国の建設会社と協力して一度に大量の高層アパートメントを建設し短期間に一気に都市基盤を整備し、高速鉄道・LRT・モノレールとの直結と歩車道・鉄道を4層に分離し建設するとしたが、資金不足と汚職事件で一時頓挫。2019年以降、メイカルタの建設自体は再開はしている。
ニュータウンの開発が進められる一方で、市内各所にある住宅の密集地域であるカンポンの改良計画も政策として行われるようになった。しかし他の発展途上国の首都同様、住宅など社会施設が整っているとはいえず、深刻な都市問題を抱える。

### フィリピン
フィリピンのニュータウン開発はゲーテッド・コミュニティが中心で、これはもとは第二次世界大戦末期にマニラ中心街は灰燼に帰すると政財界人や富裕層たちはこの地を放棄し、1948年に郊外のマカティ地区にフォーブス・パークというニュータウンを建設。これがゲーテッドコミュニティであった。その後も、1980年代から開発を開始したアジア最大級のゲーテッドコミュニティといわれるアラヤ・アランバン・ヴィレッジなどがあり、マニラでは、特に1990年代以降急増、2001年時点でその数は1,000を超えており、現在もさらに周辺部で開発が進められている。特に1990年代以降、マカティなどの開発区をマイクロソフトやシティバンク等のオフィスが立地させたほか、米軍クラーク基地返還後に国際ハブ空港を併設する経済特区として開発が進められているアンヘレスなどや、フィリピン第2の都市で国際リゾートとして世界中から観光客と投資を集めるセブのそれは、欧米の高級ブティックが入る大規模ショッピングモールと開発中のオフィスパークを備える他、現在はリタイヤメントシティとして、セブのマクタン島にマクタンニュータウンとして開発がなされている。

### ミャンマー
1948年の独立後、旧首都ヤンゴンへの大規模な人口流入が生じ、1950年代には、中心市街地の過密化し市内中心部周辺の不法入植の形成などの問題をもたらした結果、3つの新しい入植地を開発、約30万人ともいわれる不法占拠者を収容している。また政府は、これと同時にヤンゴンで主に公務員用公共賃貸住宅を提供しており、その後1960年代には毎年約1,000戸の住宅を建設。1980年代初頭に戸数を毎年約100程度にして結果政府は約20,000戸の公共住宅を保有、そのうち 約七割がヤンゴンに立地した。
独立から1980年代にかけて市域はヤンゴン河沿いの小規模な住区から細長い市街地を形成し、北に向かって拡大。1980年代後半、政府はニュータウン開発を開始する。1989年から1994年の間に建設省は 40万人の居住者を想定し、16万箇所の用地を開発し、ヤンゴンで3つのニュータウン開発を行った。ヤンゴンの都市拡大は公共セクターによるニュータウン開発や宅地供給によってまかなわれており、1980年代頃までは CBDから北方向へ、1988年以降は東西方向へと拡大した。建設省の役割が都市開発の主体から規制体へと変化している。
現在「スター・シティー」の名称を冠したニュータウンで、敷地面積は54ヘクタール、中所得層向け住宅（共同住宅を含む）9,000戸と商業施設を建設計画がある。
ヤンゴン管区ミンガラードン郡区にパレーニュータウンがある。

## 南アジア

### インド
ニューデリーの郊外には主に4つの衛星都市があり、それらはデリー首都圏の外側に広がる。
コルカタニュータウン (New_Town,_Kolkata) は、急成長しているコルカタの衛星都市。西ベンガル州の北24パルガナー地区に属し、コルカタに近いためニュータウンコルカタ開発局によってカバーされている。
1976年4月にU.P工業化地域開発法で工業開発公社(IndustrialDevelopment Authority)を設立し、公社新工業タウンシップを設立して開発したノイダ（NOIDA）や、南方のグルガオン（Gurgaon）に1966年Urban Estates Department Haryanaにより開発着手され、高級高層マンション群からなるニュータウン・プロジェクトのガーデン・シティなどや、またバサントクンジ、マーネーサルなどもデリー近郊のニュータウンである。
これらはインド経済を牽引する情報技術産業などの企業がオフィスを構え、そこで働く中間層が移住しており、ITパークなどを建設した実績があるデリーメトロ鉄道公社(DMRC)も、高層集合住宅などを含めた本格的な住宅開発事業へ参入しニュータウン開発を行っている。

### パキスタン
1996年からシンガポール拠点のアジア・チャレンジ・インベストメンツ(ACI)と親会社のAPGホールディングが現地のMGグループと首都イスラマバード近郊に150億米ドルを投じて人口50万人のニュータウンを開発する。

### スリランカ
コロンボ市郊外にムレリヤワ・ニュータウンがある。

### バングラデシュ
ダンモンディ・タナ  (Dhanmondi Thana) 、ギルシャン・タナ  (Gulshan Thana) 、カウラン・バザール  (Kawran Bazar) 、ミルプル・タナ  (Mirpur Thana) 、モーテヒール  (Motijheel) 、パーバチャル・ニュー・タウン  (Purbachal New Townl) （建設中）、ウッタラ・タナ  (Uttara Thana) など。

## 西アジア

### イラク
バグダード郊外に計画したビスマーヤニューシティはイラク最大規模のニュータウンの建設プロジェクトでありまたイラク政府が力を入れている住宅建設のモデル事業で、10万戸の住宅をはじめモスクや学校、病院など、人口50万以上の近代的な都市が7年後に誕生する計画。2012年5月にイラク政府はバグダードの郊外、南東10キロにあるビスマーヤ地区における道路・上下水道などのニュータウン造成工事と10万戸の公営住宅建設工事の契約を韓国企業ハンファと結んだと発表された。

### イラン
首都テヘランに次ぐイラン第二の都市でイランの国教であるシーア派の巡礼地マシュハドにあるマシュハド・ニュータウンは回教の団体アスタンゴドスが聖地マシュハドに1,000ヘクタール、人口10万人規模の住宅都市を建設計画を70年代から着手している。

### アフガニスタン
新規に住宅地を開発して住宅建設を行う事業としては、カーブル市北の飛行場の更に北側に10万戸のニュータウンを建設する計画がある。計画地は大部分が未利用の政府所有地で荒地のままである。カーブルからジャララバードまでの国道を東途中に巨大な基地と工事現場あり、ここにニューカーブルを建設する。カーブルの人口が急増している上にアフガニスタンには巨額の復興資金が投じられているという事情からニュータウンの造成が始まっている。建設会社は空前の好景気となっている。

### イスラエル
旧市街の南西にイギリスのユダヤ人富豪モンテフィオーリが私財を投じて建設した、19世紀のニュータウンのイエミン・モシェがある。
イスラエルのユダヤ人入植村の一種の形態にモシャブというニュータウンがあり、中でもナハラル・モシャブは建国前の1921年にモシャブとして初めて創設されたものであり、その後イスラエル各地に作られている。